# Charles Landry

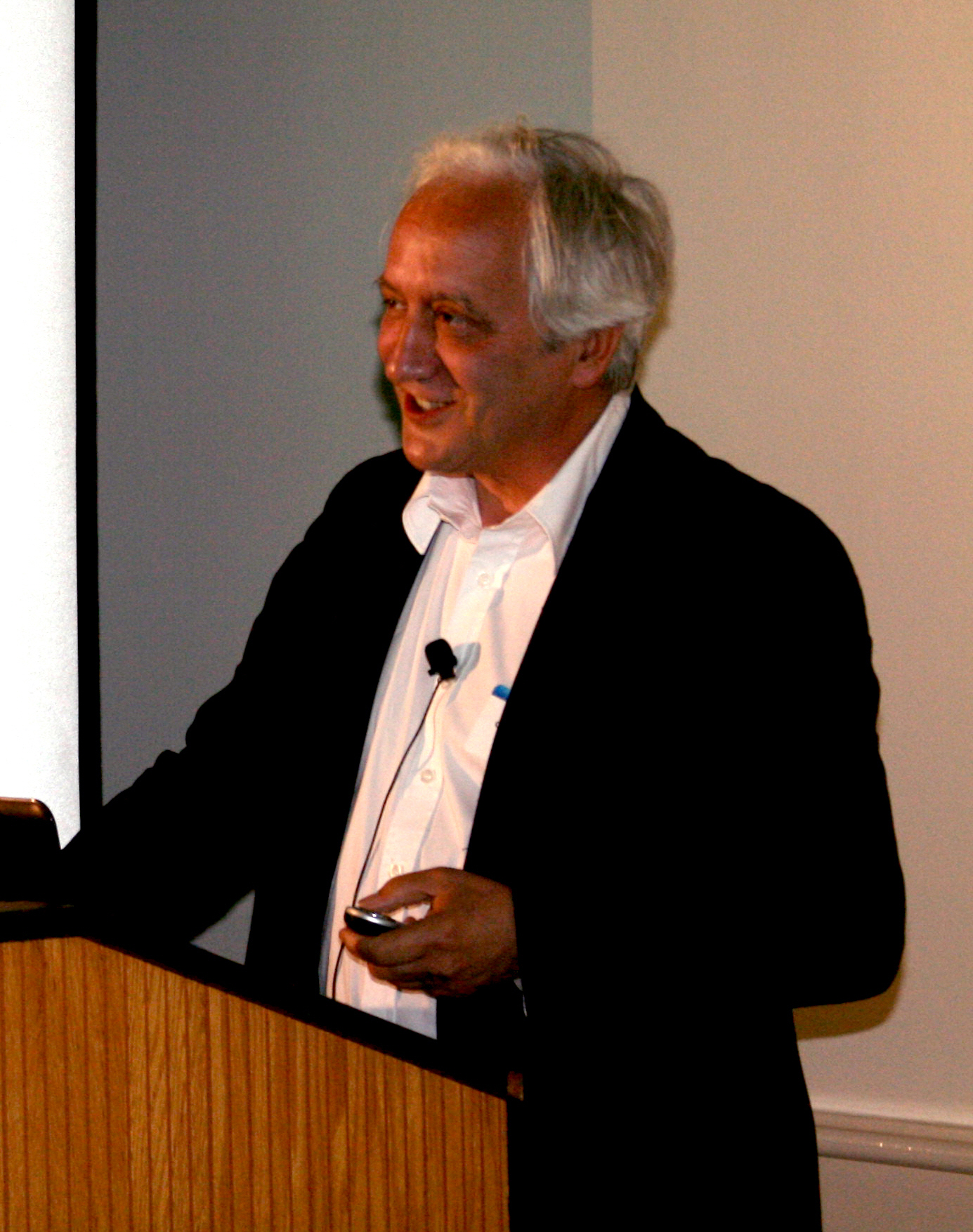
Charles Landry 2011

Charles Landry (* 1948) ist ein britischer Städteforscher und Publizist.
Landry studierte in Großbritannien, Deutschland sowie Italien. Bereits in den 1970er Jahren beschäftigte er sich mit der Thematik, welchen Einfluss die Faktoren Kultur und Kreativität auf die künftige Entwicklung der Städte nehmen. Im weltweiten Transformationsprozess der klassischen Wirtschafts- und Standortfaktoren, welcher mit dem Aufweichen der etablierten sozialen Systeme einhergeht, misst er dem kreativen Potential von Städten eine besondere Bedeutung für deren Überlebensfähigkeit bei. Zur zentralen Ressource der Wissensgesellschaft wird die Fähigkeit der Menschen, unkonventionelle Lösungen für zentrale Aufgaben zu finden. Städte und Regionen, die auch in Zukunft erfolgreich und lebenswert sein wollen, müssen in der Lage sein, kreatives Potential auszubilden, anzuziehen und zu halten. Charles Landry entwickelte daraufhin eine Vier-Stufen-Strategie zur Schaffung einer kreativen Stadt. Er ist international als Berater für Stadtentwicklung tätig.
Seine von ihm 1978 gegründete Kulturberatungsagentur Comedia, berät weltweit Städte bei der Entwicklung ihres kreativen Potenzials und hat bis heute ca. 450 Projekte in 35 Ländern realisiert. Der Schwerpunkt der Arbeit liegt dabei in der Revitalisierung von Stadtgebieten durch Kultur.
Sein Begriff der Creative Bureaucracy (kreative Bürokratie) ist Namensgeber des seit 2018 jährlich ausgerichteten Festivals für moderne Verwaltungsstrukturen in Berlin.
Landry ist als Berater der Weltbank tätig und Autor zahlreicher Publikationen.

## Publikationen
- The Creative City: A Toolkit for Urban Innovators. 2000
- Imagination and Regeneration: Cultural Policy and the Future of Cities. 2002
- The Art of City Making. 2006
- Kultur im Herzen des Wandels: Die Rolle der Kultur in der gesellschaftlichen und wirtschaftlichen Entwicklung. Lehren aus dem Schweizer Kulturprogramm. Aus dem Englischen von Beatrice Weber, DEZA, Bern 2006.
- Mit Margie Caust: The Creative Bureaucracy & its Radical Common Sense. Comedia, Bournes Green (Stroud) 2017.